# Piz Badile
O Piz Badile é um cume que atinge 3308 m de altitude e se encontra no Maciço Bernina, nos Alpes. Fica no Vale Bregaglia e faz de fronteira Itália-Suíça pois se encontra na Itália na Lombardia, e na Suíça em Engadine no cantão dos Grisões.

## Ascensões
A ascensão faz-se a partir do refúgio  Longoni (2 450 m) ou pelo bivouac Colombo Aurora Bijelich (3170 m).
A primeira ascensão teve lugar em 27 de Julho de 1867, por William Auguste Coolidge com François Devouassoud e Henri Devouassoud.
- 1897 - Aresta Oeste pelo corredor Norte du Colle del Badile, por Christian Klucker e A. von Rydzewsky
- 1904 - Face Sudoeste por A. Redaelli e B. Sertori
- 1923 - Aresta Norte por Alfred Zürcher e Walter Risch
- 1935 - Face Sudeste por Mario Molteni e Mario Camporini
- 1937 - Face Nordeste pela primeira vez por Riccardo Cassin com V. Ratti e G. Esposito.
- 1945 - Repetição da face Norte por Gaston Rébuffat e Bernard Pierre

## Linha de separação
O Piz Badile faz de fronteira Itália-Suíça e também serve de linha de separação de águas entre o Mar Negro e o Mar Adriático.